# George Zaharia
George Catalin Zaharia (* 3. August 1995) ist ein rumänischer Leichtathlet, der sich auf den Speerwurf spezialisiert hat.

## Sportliche Laufbahn
Erste internationale Erfahrungen sammelte George Zaharia im Jahr 2014, als er bei den Juniorenweltmeisterschaften in Eugene mit einer Weite von 66,60 m in der Qualifikationsrunde ausschied. Im Jahr darauf schied er auch bei den U23-Europameisterschaften in Tallinn mit 70,22 m in der Vorrunde aus und belegte anschließend bei den Balkan-Meisterschaften in Pitești mit 70,62 m den fünften Platz. 2016 gewann er dann bei den Balkan-Meisterschaften ebendort mit 76,17 m die Silbermedaille und 2017 verpasste er bei den U23-Europameisterschaften in Bydgoszcz mit 68,92 m erneut den Finaleinzug, ehe er bei den Spielen der Frankophonie in Abidjan mit 74,67 m die Goldmedaille gewann. 2018 sicherte er sich bei den Balkan-Meisterschaften in Stara Sagora mit 75,92 m die Silbermedaille und im Jahr darauf wurde er bei den Balkan-Meisterschaften in Prawez mit 69,94 m Fünfter, ehe er bei den Militärweltspielen in Wuhan mit 70,11 m auf Rang neun gelangte.  2021 klassierte er sich dann bei den Balkan-Meisterschaften in Smederevo mit 68,21 m auf dem achten Platz und 2024 wurde er bei den Balkan-Meisterschaften in Izmir mit 64,14 m erneut Achter.
2016 wurde Zaharia rumänischer Meister im Speerwurf.